# Glaciar Silvretta
El glaciar Silvretta (del alemán: Silvrettagletscher) es un glaciar de más de 3 km de longitud  (2005), y se sitúa en la Cordillera del Silvretta, Alpes orientales centrales, en el cantón de Graubünden en Suiza. En 1973, tenía 3,6 km². Al igual que algunos otros glaciares europeos, crece a tasa activa